# Ioniseret vand
 Der er for få eller ingen kildehenvisninger i denne artikel, hvilket er et problem. Du kan hjælpe ved at angive troværdige kilder til de påstande, som fremføres i artiklen.

Ioniseret vand er vand spaltet ved hjælp af strøm. Vandet spaltes til en sur del og en basisk del. Ioniseret vand bruges i vid udstrækning som drikkevand, især i Asien. Det er den basiske del, som man drikker. Basisk ioniseret vand er negativt ladet (negativ ORP-værdi), er kraftigt antioxiderende og indeholder mange mineraler. Basisk ioniseret vand fylder mindre end vandhanevand, på grund af det ioniserede vandmolekyles ens ladede negative spænding, til forskel fra vandhanevands positivt ladede vandmolekyler, som er klistret sammen, på grund af Hydrogenbindingerne i vandet. Basisk ioniseret vand indeholder brintgas/hydrogengas, da der er et overskud af elektroner i vandet, lige efter ioniseringen.
Den sure del af det ioniserede vand, kan bruges/er godt til at vande blomster og planter med, da det ligner meget regnvand, som er surt og ikke indeholder ret mange mineraler.
Basisk ioniseret vand hævdes af mange brugere at have tydelige sundhedsfremmende effekter, hvorfor det også bruges på sygehusene i flere asiatiske lande, bl.a Japan, hvor det har været brugt i mange år. Japanerne opfandt ioniseringsapparatet i 1958.